# Anopheles basilewskyi
Anopheles basilewskyi este o specie de țânțari din genul Anopheles, descrisă de Narcisse Leleup în anul 1957. Conform Catalogue of Life specia Anopheles basilewskyi nu are subspecii cunoscute.